# Gongronema bracteolatum
Gongronema bracteolatum är en oleanderväxtart som beskrevs av George King och Gamble. Gongronema bracteolatum ingår i släktet Gongronema och familjen oleanderväxter. Inga underarter finns listade i Catalogue of Life.